# Френч Кемп (Мисисипи)
Френч Кемп (енгл. French Camp) град је у америчкој савезној држави Мисисипи.

## Демографија
По попису из 2010. године број становника је 174, што је 219 (-55,7%) становника мање него 2000. године.
| Група             | 2000.       | 2010.       |
| Белци             | 363 (92,4%) | 154 (88,5%) |
| Афроамериканци    | 20 (5,1%)   | 8 (4,6%)    |
| Азијати           | 0 (0,0%)    | 0 (0,0%)    |
| Хиспаноамериканци | 5 (1,3%)    | 10 (5,7%)   |
| Укупно            | 393         | 174         |